# The Privilege
The Privilege  (Das Privileg) è un film del 2022 diretto da Felix Fuchssteiner e Katharina Schöde. 

## Trama
Durante la sua infanzia, il ricco adolescente Finn Bergman ha subito un trauma inerente al suicidio di sua sorella maggiore Hannah, la quale aveva provato ad assassinare anche lui prima di togliersi la vita. Ancora sotto cure da parte di una psicologa amica di famiglia, nonché madre della ragazza di cui è da tempo infatuato (Samira), Finn riceve una nuova cura a base di pillole. La stessa cura viene prescritta anche alla sua gemella Sophie. La vita a scuola prosegue normalmente: Finn è molto amico di Lena, Sophie porta avanti una relazione con Malik e tutti loro vengono invitati a una festa dal compagno di scuola, Leander. Durante la festa, un attimo prima di trovare il coraggio per tentare un approccio con Samira, Finn ha un'allucinazione in cui vede Samira e Lena baciarsi intensamente. Nel frattempo, Finn prova una forte preoccupazione per suo nonno, il quale è ricoverato in ospedale in gravi condizioni ed è in attesa di un'operazione delicata.
La notte successiva, Finn ha una visione ancora più inquietante: il ragazzo vede infatti uno strano rito con protagonisti i suoi genitori, Sophie e un'anziana donna mai vista prima. Mentre spia l'accaduto, una forza misteriosa aggredisce Finn e gli fa perdere i sensi. A partire dal giorno dopo, Sophie cambia completamente personalità: la ragazza allontana inspiegabilmente Malik e inizia ad essere molto poco garbata col fratello, nonostante questi si preoccupi molto per lei. Frustrato dall'accaduto, Malik dà appuntamento a Finn in una stazione di servizio affinché i due possano parlare lontani da orecchie indiscrete: Finn lo trova tuttavia morto in quello che appare come un suicidio dalle dinamiche molto strane. L'agente Trondthal (il padre di Leander) si rifiuta tuttavia di indagare e dà la colpa di tutto alle feste a cui i ragazzi hanno preso parte. L'uomo finisce perfino per perquisire la camera del figlio alla ricerca di droghe, senza trovare nulla.
Mentre la routine a scuola prosegue e Finn riesce finalmente a mettersi in contatto con Samira, il ragazzo nota la presenza di un fungo nelle nuove pillole che assume: l'insegnante di biologia gli rivela che si tratta di un potente allucinogeno e indirizza lui e Lena da una persona molto competente in materia. Raggiunta l'esperta, i due scoprono che la donna ritiene che il fungo incluso nelle pillole sia un qualcosa da estirpare con un vero e proprio esorcismo: dietro un compenso economico, accetta di vedersi quella sera presso la casa di Finn per eseguire il rito. Il ragazzo si precipita dunque all'ospedale, dove prova a parlare con suo nonno di cosa sta accadendo subito prima che l'uomo venga portato in sala operatoria. Mentre l'anziano è sotto i ferri, Finn ha l'ennesima allucinazione. Quella sera, Finn resta solo in casa con Lena e Samira: quest'ultima si è presentata lì dopo che il ragazzo ha saltato un loro appuntamento a casa sua.
Raggiunti dagli esorcisti, i ragazzi prendono parte a un rito sulla non cosciente Sophie: il rientro inatteso dei genitori di Finn mette tuttavia fine al tutto. Il ragazzo intuisce che qualcosa non vada anche nella sua famiglia: i tre scappano via e, dopo aver sperimentato il sesso tutti e tre insieme nel corso della notte, mettono su un piano per risolvere il mistero. Mentre Samira e Finn vanno normalmente a scuola e il ragazzo si imbatte suo malgrado nel suicidio di Leander, Lena prende parte a una conferenza sotto copertura, scoprendo che il padre di Finn sta portando avanti una campagna pubblicitaria volta proprio a sponsorizzare le pillole assunte dal figlio. In questo luogo, la ragazza scopre della documentazione che consegna poi a Finn e Samira: i due scoprono di essere stati entrambi adottati e che anche le sorelle di Finn lo erano. Subito dopo Finn interagisce in ospedale col padre di Leander, che sembra anche lui a conoscenza di un qualcosa di oscuro che riguardava anche il ragazzo suicida (a sua volta anche lui adottato).
Colpiti alle spalle da un infermiere, i due ragazzi si ritrovano prigionieri in una villa: qui scoprono che i loro genitori altri non sono che reincarnazione di demoni, componenti di un'élite che da generazioni si reincarna nei corpi di ignari adolescenti per sfuggire alla morte. I ragazzi sono stati dunque adottati proprio con questo proposito: Sophie, Hannah, e Leander hanno già subito il trattamento, tuttavia la scelta di procedere per via sanitaria si è rivelata poco efficace con i primi due. Il demone destinato a Finn è proprio quello che lui ha sempre conosciuto come suo nonno. L'intervento di Lena salva tuttavia la situazione: la ragazza libera Samira e, mentre i demoni sono assorti nel loro rito, li neutralizza con fiamme e libera anche Finn. I tre riescono a fuggire, superando altre peripezie messe in atto dai demoni superstiti, tuttavia anche Samira sembrerebbe essere già la reincarnazione di uno di loro.

## Distribuzione
Il film è stato distribuito sulla piattaforma Netflix a partire dal 9 febbraio 2022.  